# نوكيا E7
نوكيا E7-00
نوكيا e7 هو أحد الهواتف الذكية المقدمة من شركة نوكيا الفنلندية وهو بنظام سيمبيان ^ 3
أعلن عنها في 2010 وانتشر في الأسواق في 2011
e7 شبيه بالهاتف الذكي n8 ولكن أكبر حجما واسرع ومع لوحة مفاتيح خارجية الشبيه بالكمبيوتر المحمول وشاشة سعوية تعمل باللمس وثلاثة شاشات رئيسة قابلة للتخصيص ذاكرة خارجية 16g وكاميرة 8 ميغابكسل مع فلاش وخرائط ovi المجانية
التصميم
الأبعاد
المقاسات: 123.7 × 62.4 × 13.6 مم
الوزن (مع البطارية): 176 ج
الحجم: 97.8 سنتيمتر مكعب
مفاتيح وطرق الادخال
لوحة مفاتيح QWERTY كاملة
مفتاح الشاشة الرئيسية، مفتاح الطاقة، مفتاح القفل، مفتاح الكاميرا، مفتاح الصوت
دعم اللمس بالأصابع لإدخال النص والتحكم في واجهة المستخدم
لوحة مفاتيح أبجدية رقمية ولوحة مفاتيح كاملة على الشاشة
إمكانية استخدام قلم التحكم السعوي
إضافة الطابع الشخصي
حتى ثلاث شاشات رئيسية قابلة للتخصيص:
القائمة
التطبيقات المصغرة
الموضوعات
الاختصارا الرموز
أوضاع قابلة للتخصيص
نغمات الرنين: mp3، AAC، eAAC، eAAC+، WMA، AMR-NB، AMR-WB
الموضوعات
الخلفيات
الشاشات المؤقتة
موضوعات صوتية
موضوعات مثبتة مسبقًا
موضوعات متغيرة الألوان
محتويات علبة البيع
الكمبيوتر المتحرك Nokia E7
بطارية BL-4D من نوكيا (مضمنة)
سلك موصل CA-101 من نوكيا
سماعة استريو WH-701 من نوكيا
سلك محول نوكيا CA-156 من أجل HDMI
سلك محول نوكيا CA-157 من أجل USB OTG
شاحن نوكيا عالي الكفاءة AC-10
Nokia SU-36 (في أسواق محددة فقط)
دليل البدء السريع

## وصلات خارجية
- صفحة المنتج في نوكيا